# Ligne Bangkok-Samut Songkhram
 (mai 2021).
La ligne Bangkok-Samut Songkhram, aussi appelée « ligne Mae Klong » (en anglais : Maeklong Railway), est une ligne de chemin de fer de 67 kilomètres de longueur entre Bangkok (Wongwian Yai (en)) et Samut Songkhram.
La ligne se compose de deux tronçons : la ligne Mahachai (est), qui relie Samut Sakhon et Bangkok avec dix-huit gares, et la ligne Ban Laem, qui relie Samut Sakhon et Samut Songkhram avec quinze gares. Les deux tronçons sont séparés par la rivière Tha Chin à Samut Sakhon. La seule connexion entre les gares des côtés opposés du cours d'eau se fait par bateau.
A Samut Songkhram, la ligne est anecdotiquement connu pour son marché local, appelé Talat Rom Hup (thaï :ตลาดร่มหุบ) ou marché de Mae Klong , qui est établi pour partie à même la voie de chemin de fer, ce qui force les vendeurs à retirer leur étal à chaque passage de train, et en fait une attraction touristique,,. 

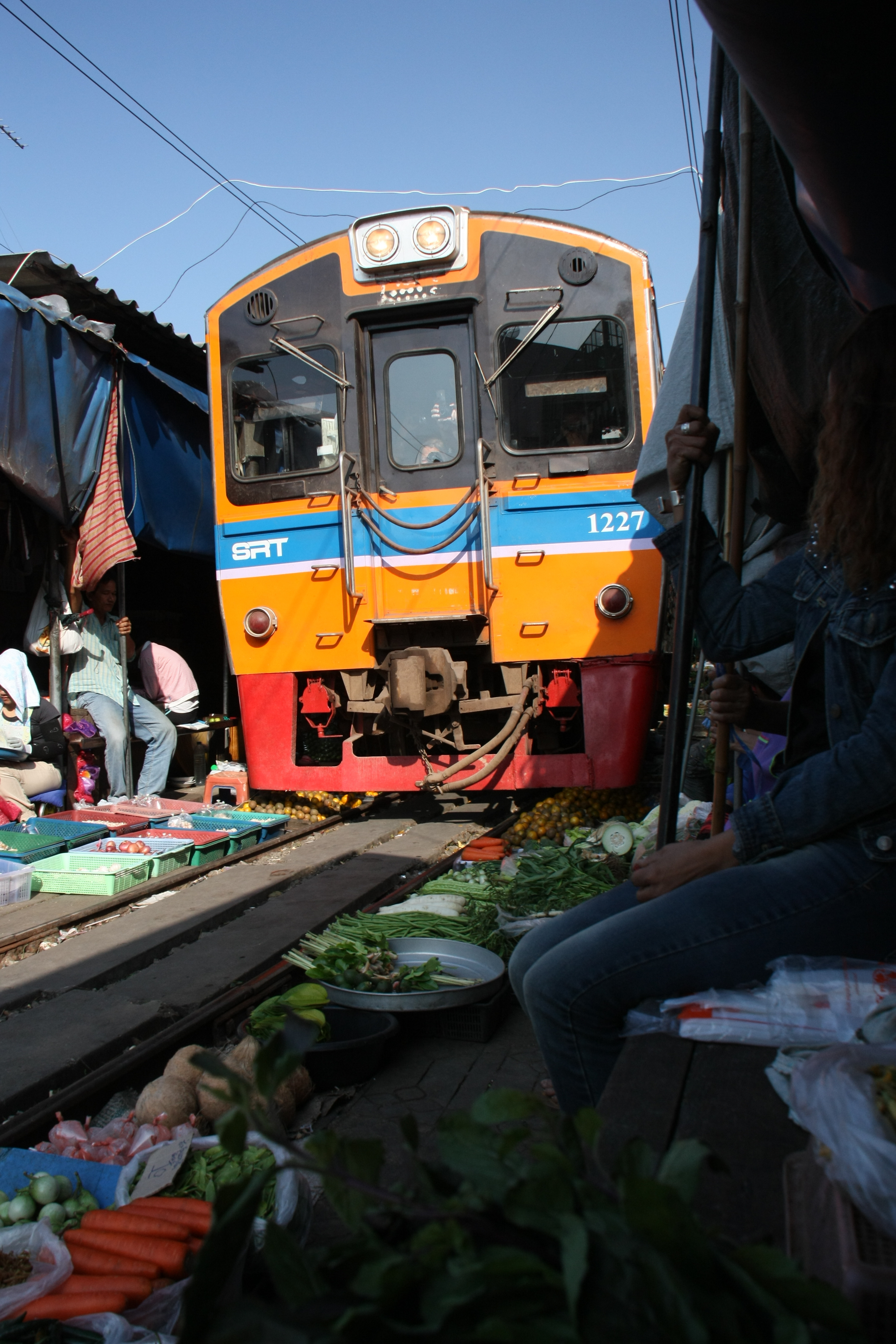
Train de la ligne passant dans le marché de Samut Songkhram.